# Puertas Sirias
Las Puertas Sirias o Paso de Belén (del turco: Suriye Kapıları • Belen Geçidi) es un paso de montaña ubicado en el distrito de Belén, provincia de Hatay (Turquía). El estrecho paso entre los montes Amanus, o montes Nur, es el camino más importante para pasar de la región costera de Cilicia al interior de Siria y el Levante mediterráneo.

## Historia
El paso es conocido por su importancia estratégica, ya que en la antigüedad fue usado como vía de penetración de expediciones militares procedentes de Grecia que se dirigían a Mesopotamia: hubo varias batallas, entre ellas la de Issos en la llanura situada al oeste por el control de este paso, la más conocida de las cuales fue la que enfrentó a Alejandro Magno contra Darío III. También el 28 de julio de 1832 tuvo lugar una batalla en la que las fuerzas de Ibrahim bajá de Egipto derrotaron al ejército otomano.
Junto al extremo oeste del paso está el Pilar de Jonás, que conmemora el lugar en el que supuestamente Jonás fue vomitado por la ballena que se lo había tragado.
Alrededor del año 401 a. C. Ciro el Joven atravesó las Puertas Sirias sin luchar con su ejército de 100.000 —incluidos los diez mil mercenarios griegos inmortalizados en la Anábasis de Jenofonte— cuando bien por cobardía o deslealtad,  el general persa a cargo de su defensa, ordenó a su guarnición la retirada.